# Гром победы, раздавайся!
«Гром победы, раздавайся!» — неофициальный русский национальный гимн конца XVIII — начала XIX столетия.
Данная композиция была создана в 1791 году Гавриилом Державиным (слова) и Осипом Козловским (музыка) на мотив полонеза.
Поводом к созданию гимна явилось взятие русскими войсками под командованием А. В. Суворова османской крепости Измаил в ходе Русско-турецкой войны 1787—1791 гг. Впервые исполнен 28 апреля (9 мая) 1791 года в Таврическом дворце на грандиозном празднике, заданном Г. А. Потёмкиным для императрицы.
Впоследствии был заменён официальным гимном «Молитва русских» (вариант «Боже, Царя храни!»).

## Текст
| дореформенной | современной |
| --- | --- |
| Громъ побѣды, раздавайся! Весѣлися, храбрый Россъ! Звучной славой украшайся. Магомета ты потресъ! Припев: Славься симъ, Екатерина! Славься, нѣжная къ намъ мать! Воды быстрыя Дуная Ужъ въ рукахъ теперь у насъ; Храбрость Россовъ почитая, Тавръ подъ нами и Кавказъ. Ужъ не могутъ орды Крыма Нынѣ рушить нашъ покой; Гордость низится Селима, И блѣднѣетъ онъ съ луной. Припев Стонъ Синила раздается, Днесь въ подсолнечной вездѣ, Зависть и вражда мятется И терзается въ себѣ. Мы ликуемъ славы звуки, Чтобъ враги могли узрѣть, Что свои готовы руки Въ край вселенной мы прострѣть. Припев Зри, премудрая царица! Зри, великая жена! Что Твой взглядъ, Твоя десница Нашъ законъ, душа одна. Зри на блещущи соборы, Зри на сей прекрасный строй; Всѣхъ сердца Тобой и взоры Оживляются одной. Припев | Гром победы, раздавайся! Веселися, храбрый Росс! Звучной славой украшайся. Магомета ты потрёс! Припев: Славься сим, Екатерина! Славься, нежная к нам мать! Воды быстрые Дуная Уж в руках теперь у нас; Храбрость Россов почитая, Тавр под нами и Кавказ. Уж не могут орды Крыма Ныне рушить наш покой; Гордость низится Селима, И бледнеет он с луной. Припев Стон Синила раздаётся, Днесь в подсолнечной везде, Зависть и вражда мятется И терзается в себе. Мы ликуем славы звуки, Чтоб враги могли узреть, Что свои готовы руки В край вселенной мы простреть. Припев Зри, премудрая царица! Зри, великая жена! Что Твой взгляд, Твоя десница Наш закон, душа одна. Зри на блещущи соборы, Зри на сей прекрасный строй; Всех сердца Тобой и взоры Оживляются одной. Припев |

## История
Гимн создан в 1791 году Гавриилом Державиным (слова) и Осипом Козловским (музыка) на мотив полонеза. Поводом к созданию гимна явилось взятие русскими войсками под командованием А. В. Суворова османской крепости Измаил в ходе Русско-турецкой войны 1787—1791 гг. Впервые исполнен 28 апреля (9 мая) 1791 года в Таврическом дворце на грандиозном празднике, заданном Г. А. Потёмкиным для императрицы. Козловский был участником этой войны и взятия Измаила. На службу в русскую армию он поступил в сентябре 1786 года, когда был зачислен на должность адъютанта князя Ю. В. Долгорукова, командующего Кинбурнским драгунским полком. Считается, что, вероятнее всего, Потёмкин познакомился с Козловским в качестве адъютанта Долгорукова. Музыкально одарённый Потёмкин оценил композиторский талант Козловского и пригласил его к себе на службу, назначив руководителем хоровой капеллы, численность которой составляла 200 певцов.

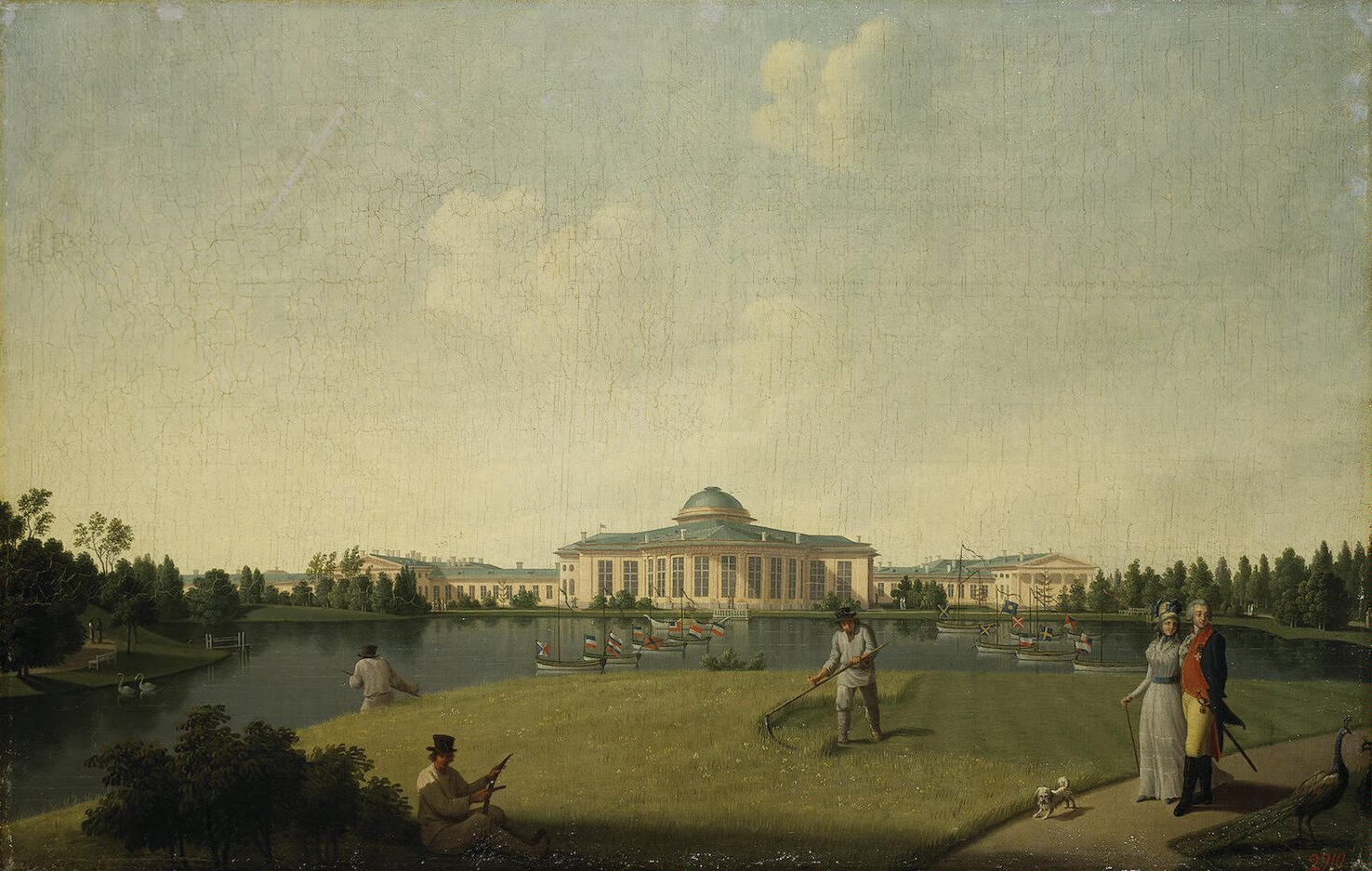
Бенжамин Петерсен, «Вид Таврического сада в Санкт-Петербурге» (1797)

28 апреля 1791 года готовились торжества в новом, на тот момент ещё не достроенном Таврическом дворце в Петербурге, приуроченные ко дню рождения Екатерины II. Этот праздник был важен для Потёмкина, который хотел таким образом восстановить близкие отношения с императрицей, ранее пошатнувшиеся с появлением у неё ещё одного фаворита — Платона Зубова. Для проведения торжеств были привлечены архитекторы, художники, скульпторы, флористы, поэты, музыканты. Устройством праздника занимались поэт Гавриил Державин, балетмейстер Шарль Ле Пик и композитор Козловский, который в то время был неизвестен петербургской публике. По просьбе владельца дворца Державин сделал детальное описание этих торжеств. Первоначально ему заказали стихи для танцевальной музыки, которые были напечатаны в виде небольших брошюр перед праздником без указания автора, времени и места издания. В книжечку входили тексты следующих стихов: I. Для концерта (От крыл Орлов парящих); II. Для кадрили (Гром победы раздавайся); III. Для польского (Возвратившись из походов); IV. Для балета (Сколь твоими мы делами). Бал был организован в форме маскарада, на который было приглашено три тысячи человек. Начался он в три часа дня, приезд императрицы был запланирован на семь часов вечера. Гости попадали сначала в роскошный вестибюль, потом в залу, которая получила название Купольный зал, или Ротонда. Оформление зала было выполнено в виде храма-пантеона. Её стены и купол поддерживались восемью колоннами, они были декорированы перспективной живописью, потолок был украшен свисающими цветочными гирляндами. Из этого зала приглашённые проходили в длинную галерею, предназначенную для танцев (Большой зал, или Екатерининский зал). Зрителей и танцующих на балу присутствовало не менее 5000 человек. В левом флигеле дворца был размещён театр, в котором гости могли увидеть две французские комедии — «Les faux amants» («Мнимые влюблённые», А.-Л.-Б. Бонуар) и «Le marchand de Smyrne» («Купец из Смирны», Н. Шамфор), а также два балета. Успех мероприятий был полный, а на посетителей произвела большое впечатление «торжественная, блестящая, полная праздничного ликования музыка». Согласно свидетельству очевидца: «Как скоро высочайшие посетители соизволили воссесть на приуготовленные им места, то вдруг загремела голосовая и инструментальная музыка, из трёхсот человек состоявшая».
Полонезы Козловского, прозвучавшие на балу, практически сразу получили известность и стали популярными. Композитору стали заказывать их другие аристократы, которые были владельцами крепостных капелл: князь А. А. Вяземский и граф И. А. Безбородко. Танцевальная музыка (менуэты, полонезы, контрдансы, кадрили) для торжественных, церемониальных балов составляет наиболее значительную часть творческого наследия композитора. При этом важнейшее место среди различных музыкальных жанров, к которым он обращался, занимают полонезы, которых он создал как минимум более пятидесяти. Первые образцы полонезов Козловского датируются началом 1790 года, а последний он написал в 1818 году. Несмотря на то, что поводом для их создания служили заказы для различных торжеств, балов, маскарадов и т. д., в музыкальном отношении они у Козловского представлены разнохарактерными пьесами. Так, в творческом наследии композитора есть полонезы-шествия торжественно-репрезентативного характера (к которым относится «Гром победы, раздавайся!»), а также пьесы лирико-элегического, пасторального и драматического плана. В музыковедении отмечается, что парадные полонезы-шествия композитора, сопровождаемые оркестром, хором и солистами, по своему характеру довольно однотипны, им присущи фанфарные ходы мелодии, наличие восклицательных интонаций и мажорных тональностей (до мажор, или реже ре мажор). По мнению Ю. В. Келдыша, последующие образцы этого жанра у Козловского значительно уступают его самому известному произведению.
После успеха «Гром победы, раздавайся!» на рубеже XVIII—XIX веков «полонезы с хором» были непременным атрибутом официальных мероприятий, став «музыкальным символом российского могущества и славы и служившим едва ли не обязательной принадлежностью каждого церемониала в столичных и провинциальных городах». Впоследствии, «Гром победы, раздавайся» фактически использовался как неофициальный гимн Российской империи, но с восшествием на престол императора Павла I, который относился отрицательно ко многим начинаниям своей матери, его перестали исполнять в официальной обстановке, и он был вытеснен дореволюционным национальным духовным гимном России — «Коль славен наш Господь в Сионе». В 1816 году был введён гимн «Молитва русских», а в 1831 году «Боже, Царя храни!».

## В культуре
По словам советского музыковеда Ю. В. Келдыша, это сочинение продолжительное время выступало «классическим образцом торжественной церемониальной музыки и оставалось популярным в России до середины прошлого столетия, а затем использовалось для музыкальной характеристики эпохи». Позднее на музыку сочинялся новый текст, актуализировавший события Наполеоновских войн и Польской кампании 1831 года. Музыкальная цитата из этого произведения была использована П. И. Чайковским в опере «Пиковая дама» в хоре «Славься сим, Екатерина…» (III картина). Интонационные обороты гимна Козловского используются в опере Б. А. Арапова «Фрегат „Победа“» (1957).
«Гром победы, раздавайся!» неоднократно упоминается в литературе и публицистике Российской империи, Советского Союза и современной России. Так, отсылки к этому гимну можно найти в романе «Война и мир» Л. Н. Толстого, сатирических очерках «Помпадуры и помпадурши» М. Е. Салтыкова-Щедрина, романе «Фаворит» В. С. Пикуля. В повести А. С. Пушкина «Дубровский» этот мотив любил насвистывать Кирила Петрович Троекуров, «что всегда означало в нём необыкновенное волнение мыслей» (в черновом варианте Пушкин отмечал, что тот был «родственником княгини Дашковой», ближайшей подруги и сподвижницы Екатерины II). Первые слова иронически и сатирически используются (Салтыков-Щедрин, Саша Чёрный) для характеристики пафосного, излишне патриотического отношения к России и её истории. Так, Н. А. Бердяев описывая двойственность «славянофильского мессианизма» в поэзии А. С. Хомякова, отмечал: «смиренное покаяние в грехах, самоуничижение, национальное смирение чередуются у Хомякова с гром победы, раздавайся». Л. Д. Троцкий приводит название этого гимна при критике «казённой идеологии» некоторых воинских частей Красной армии, в которых вознамерились воссоздать свою боевую историю: «Но значительная часть этих исторических очерков, — нечего греха таить, — написана на мелодию: „Гром победы раздавайся“».